# Chad Everett
Raymon Lee Cramton (South Bend, 11 de junho de 1937 — Los Angeles, 24 de julho de 2012), conhecido profissionalmente como Chad Everett, foi um ator norte-americano que apareceu em mais de quarenta filmes e séries televisivas.

## Vida pessoal
Chad nasceu em South Bend, Indiana, em 1937, filho de Virdeen Ruth e Harry Clyde "Ted" Cramton. Seu pai era piloto de corridas bem como mecânico e vendedor de autopeças. Seu nome artístico foi uma sugestão de seu agente, Henry Willson.
Chad foi criado em Dearborn, Michigan, onde estudou e se formou na escola de ensino médio Fordson High School. Lá, ele foi zagueiro do time de futebol americano e começou sua carreira nos palcos amadores aos 14 anos. Depois, cursou a Universidade Wayne State, em Detroit, juntando-se ao grupo teatral da instituição, que excursionou pela Índia.
Em uma entrevista, Chad disse:
| “ | Acabei na carreira de ator porque me entedio facilmente. Atuar me pareceu uma maneira de destilar vários sentimentos. | ” |

Chad casou-se com a atriz Shelby Grant em 22 de maio de 1966, em Tucson, Arizona. O casal teve duas filhas, Katherine e Shannon Everett e permaneceram juntos por 45 anos até a morte de Shelby, em 25 de junho de 2011, devido a um aneurisma.
Everett faleceu cerca de um ano depois, em 24 de julho de 2012, vítima de câncer de pulmão.

## Carreira
Era bem conhecido por seu papel como Dr. Joe Gannon no drama televisivo Medical Center, que foi ao ar na CBS de 1969 a 1976. O primeiro papel notável de Chad veio em um episódio da série de detetive Surfside 6, da ABC/Warner Brothers, em 1960.
Atuou em vários filmes e séries de televisão, incluindo The Singing Nun, Centennial, Hagen, Airplane II: The Sequel, Star Command e Mulholland Drive. Apareceu como ator convidado em mais de quarenta séries, tais como Redigo, Melrose Place, The Nanny, Touched by an Angel, Diagnosis: Murder, Caroline in the City, Murder, She Wrote, The Red Skelton Show, The Man from U.N.C.L.E., Supernatural e Route 66.

## Morte
Chad Everett morreu em 24 de julho de 2012, aos 75 anos, em sua casa, em Los Angeles após uma batalha de um ano e meio contra um câncer de pulmão. Ele deixou duas filhas e seis netos.